# ТЕС Шуайба III
20°41′0″ пн. ш. 39°31′17″ сх. д. / 20.68333° пн. ш. 39.52139° сх. д.
ТЕС Шуайба III — теплова електростанція на західному узбережжі Саудівської Аравії.
В 2010 році на майданчику станції стали до ладу три парові котла. Від них живляться три парові турбіни потужністю по 400 МВт, крім того, частина виробленої пари використовується інтегрованим заводом з опріснення води, який використовує технологію багатостадійного випаровування (Multi Stage Flash) та має продуктивність 880 тис м3 на добу. Враховуючи комплексний характер проекту, його чиста електрична потужність визначається як 900 МВт.
ТЕС споруджена з розрахунку на спалювання нафти.
Проект реалізували через Shuaibah Water & Electricity Company (SWEC), власниками якої є саудійські ACWA Power (30%), Public Investment Fund (32%), Saudi Electricity Company (8%) та малайзійські Malakoff Corporation (24%) і Tenaga Nasional Berhad (6%).
На початку 2020-х оголосили про наміри закрити ТЕС та перетворити її майданчик на завод з опріснення, який використовуватиме технологію зворотного осмосу та матиме продуктивність 600 тис м3 на добу. Частину необхідної для його роботи електроенергії отримуватимуть від сонячної електростанції.